# 3119 Dobronravin
3119 Dobronravin este un asteroid din centura principală, descoperit pe 30 decembrie 1972 de Tamara Smirnova.